# フルメタル・パニック!の登場兵器
フルメタル・パニック!の登場兵器（フルメタル・パニックのとうじょうへいき）では、賀東招二の小説『フルメタル・パニック!』、および『フルメタル・パニック! アナザー』に登場する兵器を記述する。

## アーム・スレイブ

### 第二世代アーム・スレイブ

#### ブッシュネル
M6 ブッシュネルは、主に西側諸国で使用されているAS。動力源はガスタービンエンジン。
作中における米軍の主力機。初期型および輸出モデルにはECS（電磁迷彩システム）は搭載されていないが、A1型以降には搭載されている（ただし、不可視モードは搭載されていない）。沖縄の海兵隊には爆発反応装甲のシールドを装備したA2型が配備されている。A3型のダーク・ブッシュネルは海軍特殊部隊で運用されており、大容量のコンデンサを搭載したことで、M9ほどではないにせよ、一時的に高い静粛性を確保できる。
第一世代型と比べて桁外れの運動性を有している。また、電子機器の性能差もあって、同じ第二世代型のRk-92 サベージとは互角以上に戦うことが出来る。
すでに後継機であるM9 ガーンズバックの配備が決まっているが、M9の取り扱いにくさ、破格のコスト、実戦配備にまだ10年近くかかることもあり、2011年でも前線での使用が続いている。また、（骨格系の損傷を無視した）単純な力比べであれば、電磁筋肉油圧併用型のM6の方がM9より強い。
ミスリルでもM9が配備されるまで（本編の約1年前まで）は本機を運用しており、メリダ島に保管兵器として配備されている。当然それまでは主力として運用されており、短編の『エンゲージ・シックス・セブン』冒頭ではマオ及び宗介とクルツの前任者による訓練が行われていた。
中古1機の価格はおよそ1000万ドル。
兵装
兵装面は他のASとほとんど異ならない。月刊ドラゴンマガジン2007年12月号に掲載されたイラストに描かれている本機の兵装には、「ボクサー」57mm散弾砲などの他機種でも使用されている装備が多く描かれている。なお、M6A3に関しては、左腕部に12.7mm機関銃とペリスコープを内蔵していることが判明している。また、25mmハンドガンをサイドアームとして使用している場面も見られる。

##### ブッシュマスター
M6A2E2 『ブッシュマスター』
第2世代機であるM6系列の火力支援機。ペットネームは、M6シリーズの愛称「ブッシュネル」と、長きにわたり米軍で使用されている機関砲のシリーズ名「ブッシュマスター」をかけたものと言われている。歩兵部隊や軽装甲部隊の火力支援任務を重視しており、ASや戦車との交戦はほとんど考慮されていない。
主な武装として肩部に105mm榴弾砲1門とM261ロケットランチャー3門を搭載し、これ一機で市街地数ブロックを焼け野原に出来るほどの火力を誇る。これらの装備による重量過多を補うため、ツーソン・インスツルメンツ社製の補助駆動システム『ブルローダー』を標準で装着している。ちなみにこのメーカーの社長は、前作に登場したジョン・ジョージ・コートニー退役海兵中佐である。
砲撃時は両足からアウトリガーが張り出し、脚部の設置面積を拡大、さらに腰の後部から補助脚を伸ばして安定感を高める。榴弾砲を使用する際には砲撃姿勢をとるのが本来の使用法だが、達哉はラシッド王国軍との演習において砲撃姿勢をとらないまま発砲し、その反動を利用した急旋回を行って敵機を砲身で殴りつけるという荒業を用いたことがある。ただし、この行為は当該演習時の交戦規定を無視したものであったうえ、砲身を負荷で曲げてしまったために大目玉を食らい、謹慎処分を受けることになった。

#### ハルバード
ARX-6 ハルバードは、ブッシュネルをベースにして開発されたラムダ・ドライバの実験機の1つである。
ミスリルに所属するウィスパードの1人であったバニ・モラウタが手掛けたARXシリーズに連なる機体の1つ。それ以前のARXシリーズがあくまでもラムダ・ドライバの実験機材の集合体でしかなかったのに対し、本機はアーム・スレイブという人型の形態を取っている点が異なる。
それまでのARXシリーズに搭載されたラムダ・ドライバが、高精度の測定機器でようやく計測できる程度の「超常現象」しか起こせなかったのに対して、本機のそれは飛躍的な進化を遂げ、初めてまともに機能するようになっている。しかしそれでもベース機が第二世代機のM6であることによるパワー不足は否めず、第三世代ASであるM9 ガーンズバックの実験機をベースとした後継機、ARX-7 アーバレストが開発されることとなった。
また、作中でレナードは本機を「失敗作」と呼んだ。

#### 96式
96式は、主に日本の自衛隊が使用しているAS。作中、ASを指す日本語に「強襲機兵」があるが、日本政府は「強襲」という言葉の意味の問題から、この言葉の代わりに「主従機士」を用いているという設定がある。
M6 ブッシュネルやRk-92 サベージと同じ「第二世代型AS」である。各国正規軍（自衛隊は「軍」ではないことにはなっているが）が運用するASとしては最新鋭機の部類に属する。他国製ASとの外見上の相違として、マニピュレーターが3本指であることが挙げられる。また、ASとしては珍しく、訓練用に用いられる複座型の機体も存在する。

##### 96式改
96式改 (Type96i)
陸上自衛隊が以前から有していた第2世代機・96式の改良機。三菱重工および石川島播磨重工の共同開発。1999年以降、1998年の有明における巨大AS戦の戦訓から改良を施された。米軍のM6A3ダーク・ブッシュネルに相当する性能を持つ機体とされ、第2世代ASとしては最高クラスの性能を持つとされる。
3本指のマニピュレータを国際標準の5本指タイプに改め、FCSのバージョンアップによる在日米軍との装備共用化（西側携帯火器の8割を運用可能）、簡易型の電磁迷彩システムを積み、大容量コンデンサーによって短時間ながら完全無音行動を可能としている。これらの改良により、第二世代ASの中では最高クラスの性能を発揮できるとされるが、各国で第3世代ASの配備が進んでいる現状では「配備された段階で時代遅れ」とも揶揄されている。
『アナザー』10巻では、訓練用の機体を流用した複座型の機体も登場しており、後部座席には情報解析用のナビゲータが搭乗するとされている。

#### ミストラル2
C3-5 ミストラル2は、フランス製のAS。
同国社製ASミストラルの後継機である。頭部が無く、主センサーは股間に装備している。電子系は質素だが、ソ連製のRk-92 サベージより装甲・火器管制に優れており、世界的に輸出されている。
『揺れるイントゥ・ザ・ブルー』では、インドネシア陸軍向けに納入予定の本機を「緑の救世軍」に奪取され、ペリオ共和国・ベリルダオブ島に配備された。なおこれらはミスリルのM9及びアーバレストと交戦し、全機撃破されている。
『燃えるワンマン・フォース』では、闘技場の選手数名が本機を使用していた。
2011年8月3日、ニコニコ動画生放送の「緊急特番!! 賀東招二が"ドラ生"をジャック!! - ニコニコ生放送」において、作者自身の口から「C3-5という形式番号は作者自身が設定したものではなく、アニメの色構設定資料の資料番号がミストラル2の形式番号と誤認され、訂正できぬままに各種媒体に載ってしまった。」と謝罪した。

#### サイクロン
サイクロン（サイクロン1）はイギリス製のAS。

#### サイクロン2
サイクロン2
イギリス製の第2世代機。戦闘ヘリの胴体に手足を生やしたような外見であり、前方から見ると機体形状が縦に細長い。これは機体の前方投影面積を減らすための工夫を凝らした結果である。最大の特徴はガスタービンエンジンを2基搭載した双発機という点であり、2基のエンジンの役割を分散あるいは集中させることで、戦闘機動に多彩な選択肢を設けることが出来る。また、1基のエンジンがトラブルで停止しても残りの1基で機体を動かすことが可能。
装甲防御力は低いものの機動力に優れ、跳躍力や瞬間最高速度は第3世代機を凌ぐことすらあり、第3世代機を購入できない一部の国家から注目を浴びている。

#### ゴブリン
ゴブリン
スウェーデン製の第2.5世代機。パラジウムリアクターが新技術として普及しだした頃に開発された機体であり、サベージなどの第2世代機と、M9などの第3世代機との中間に位置することから第2.5世代機と呼ばれている。
開発当時は冷戦がまだ継続しており、ソ連軍がスウェーデンに侵攻してきた場合、ASを山岳地帯に潜伏させての長期ゲリラ戦が想定された。そのような状況で、十分なデータ蓄積がなされていない新技術のパラジウムリアクターのみに頼るのは危険と判断されたことから、補助エンジンとしてターボディーゼルエンジンを搭載している。それにより、出力は第3世代機のセプターに迫るものがあるが、全ての出力を戦闘行動に回せるわけではないので、運動性は同時期・同コンセプトの機体に比べてやや軽快な程度である。ただし作戦行動時間は長く、高地や山岳地帯での活動を想定して設計されたこともあり、タフさは現用ASの中でも群を抜いている。

#### サベージ
ソ連製の第二世代アーム・スレイブ。東側諸国における主力機体。北中国軍（本作において中国は南北に分裂している）や北朝鮮軍で運用されている他、"A21"や"こだわりのある革命家たちの集い"等のテロリストによって使用されることも多い。そのため、世界各地の紛争地域で姿を見ることが出来る。丸みを帯びた卵状の胴体と、カエルを連想させる頭部が特徴。その単純な構造と丈夫さから信頼性は高く、宗介も多少の無理が利くと高評価を下している。反面、運動性や静粛性、通信システムや火器管制システムなどに関してはM6などと比較して能力不足であり、宗介は「東側は電子機器の立ち上がりが遅い」と評した。

### 第三世代アーム・スレイブ

#### ガーンズバック
M9 ガーンズバック
従来の機体を遥かに上回る性能を持つ「第二世代型AS」M6 ブッシュネルを、さらに発展させた世界の10年先を行くと呼ばれるほどの超高性能「第三世代型AS」である。駆動系を、それまでの電磁筋肉（マッスル・パッケージ）と油圧の併用から電磁筋肉のみへと変更し、重量の嵩む油圧系から解放されたため、第二世代機と比べ機体重量が大幅に軽減し、機動力や運動性が飛躍的に向上。敵に撃たせない、照準させない戦い方が可能になった。加えて、脚部にバッタの脚の関節構造が取り入れられており、爆発的な加速力と跳躍力を有する。M9の骨格パーツの数は平均的な第二世代型ASの二倍以上あり、これを活かした複雑な動作も可能となっており、ベン・クルーゾーのような技量が極めて高い者が操縦した場合、人間の武術すらも再現する。
軽量化と高出力化によって余裕のできた搭載能力を次世代ECS（電磁迷彩システム）などの電子装備にも振り分けており、隠密性と索敵性能も第2世代機に比べて隔絶した性能を誇る。
一方で“超高性能万能機”であるために操縦者に要求される能力も非常に高く、宗介は「超・上級者向け」「普通の人間にはとうてい乗りこなせない」と評している。
ミスリル仕様のE系列およびD系列は、第二世代型と比べてかなり細身なボディと戦闘機パイロットのヘルメットを連想させる丸い頭部が特徴。後に米軍に配備されたM9はミスリルのM9に比べると重装甲化され、運動性能が低下している。

#### アーバレスト
ARX-7 アーバレスト
M9 ガーンズバックの試作機であるXM9をベースに、ブラックテクノロジーを投入した機体。作戦部の巨大潜水艦トゥアハー・デ・ダナンに搭載されており、作中でミスリルが保有する唯一のラムダ・ドライバ搭載型ASである。10年先を行く超高性能機体であるM9と基本的なシステムはほぼ同一であり、操縦自体はそれ相応の訓練を受けていれば可能。また、武装やオプション装備などもM9と同じものが使用可能となっている。M9との最大の相違点は、ラムダ・ドライバを搭載している点であり、ラムダ・ドライバの発動には『宗介の搭乗』が必須となっている。アマルガムの保有するラムダ・ドライバ搭載機とは異なり、機体の管制AIであるアルと宗介がTAROSによってシンクロすることにより、その機能がより強固かつ高性能なものになるという特性を持つ。
ベース機のXM9にラムダ・ドライバなどの追加装備が搭載されていることから稼働時間がM9よりずいぶんと短い。また整備の際には専門の技術士官が立ち会わねばならず、整備班に負担をかけている。

#### レーバテイン
ARX-8 レーバテイン
M9やアーバレストと同様に第3世代ASに属する機体であり、根本的な操縦系統などに大きな変化は無い。とはいえ、パラジウムリアクターの出力が4800kwに達しており、ラムダ・ドライバ無しでも一瞬で80m近い高度まで跳躍（M9の最大跳躍高は45m）することが可能。跳躍での瞬間的な重力加速度は30Gを超えており（瞬間的には航空機事故に近い程の負担）、宗介は跳躍だけで意識を失いかけた。足払いだけで敵ASが一回転してしまうほどのパワーを持ち、初陣の際にはボディブローとミドルキックの2撃のみでコダールを撃破した。
さらに、アルによって操作される2本の補助腕など、機体性能や搭載兵装に関してはそれらの機体を大きく凌駕する。また、ラムダ・ドライバの補助により、通常アーム・スレイブでは到底扱えない165mm多目的破砕榴弾砲（デモリッション・ガン）の使用が可能である。
その一方で、M9と同程度の機体に破格の駆動系等を無理くり詰め込み性能を攻撃力に全振りした結果、第3世代ASに不可欠とされるECSやECCS、レーザー・赤外線などへの妨害装置はオミットされており、レーダー等の索敵装置も最低限、第2世代機であるM6に毛が生えた程度とされる。これらの欠点はデータリンクを通じて僚機から情報を受け取って活動することを前提としており、単独の機体としては非常にバランスが悪く運用が難しくなっている。

#### ブレイズ・レイヴン
機体構造は通常の「第3世代」の設計を踏襲しているが、アークジェット推進システム「アジャイル・スラスタ」によって、世界的な基準でどのASにも当てはまらないコンセプトの機体となっている。アジャイル・スラスタによる極めてイレギュラーな機動を可能とするため、高出力のパラジウムリアクターとコンデンサを搭載し、高負荷に耐えるために高いフレーム剛性も備えている。それと引き換えに本体重量と通常の運動性は他の第3世代ASと比べてイマイチであり、本体のみの運動性ではZy-99Mシャドウに劣り、装甲防御力では第2世代の96式改の方が優れている他、最大作戦行動時間も短い。高出力かつ強靭なフレームゆえにペイロードに余裕があることから、魔改造の余地があるとも評されており、ストーリーが進むにつれて多様なバリエーションが登場している。本機には、『アナザー』の13年前に調布で発生したテロ事件の際に残された「白いM9と思しきASの残骸」を解析することで得られた技術が反映されている。
AS-1 一号機/一号機改 ブレイズ・レイヴン
アークジェット推進システム「アジャイル・スラスタ」を搭載した高速機動戦闘を目的とした機体。アジャイル・スラスタを併用した機動はASの枠に納まらない独特なもので、これを意のままに扱える搭乗員は限られる。アジャイル・スラスタは視線誘導システムにより噴射方向をコントロールするとされているが、実際にはTAROSによる思考制御が用いられているため、搭乗員にはTAROSの適正が求められる。
一号機改は「アジャイル･スラスタによる高速機動戦闘能力の向上」をコンセプトに改装されたもので、アジャイル・スラスタの増設と搭載位置見直しにより機動性を高めつつ、安定性の向上も図られている。しかし、この改装により最大作戦時間はさらに短くなった。
AS-1 二号機改 ブラスト・レイヴン
元々は一号機と同じ仕様の機体だったが、アジャイル・スラスタをすべて撤去し、代わりに大量の重火器を装備させた火力支援型に改装された。固定武装として右腰部に「ゴルゴン」155mm破砕砲、左腰部に「ブッシュマスター3」35mm機関砲、両肩側面に「リンドブルム」兵装システムが搭載されている。作中に登場しなかったが各種ミサイルやロケット、対物機関砲の類が多数用意されており、柔軟に装備を変更することが可能とされている。
AS-1 三号機 ファントム・レイヴン
背部に三基の展開式レドームを備える指揮管制及び電子戦型。データリンクとAIサポートにより大隊規模のAS部隊を管制することが可能となっている。また、レドームから指向性電磁パルスを放ち、目標の電子機器を破壊する電磁攻撃が可能だが、フルパワーで使用するとエネルギー供給が追いつかずにシステムダウンする恐れがある。この他に光学式カメラと赤外線センサーを搭載した小型無人偵察機を搭載している。腰部に小型のアジャイル・スラスターも搭載している。
AS-1 四号機 イージス・レイヴン
追加装甲とアクティブ防御システムを装備した防御特化型。背中のコンテナに様々な兵装を収納することができ、腰にある2本の副腕によって自在に兵装を切り替えることが出来る。
AS-1 五号機 ミラージュ・レイヴン
一号機改と同仕様のアジャイル・スラスターに加えECSを搭載し、上記の試作機全ての戦闘データを反映した機体。ECSによる機体隠蔽用レーザー・ホログラムとアジャイル・スラスタの併用で、敵機のセンサーに対して瞬間的に自機を複数機と誤認させることが可能だが、大電力を必要とするECSとアジャイル・スラスタの併用には極めて高度なエネルギー管理が必要で、搭乗員には極めて高いTAROS適正が求められる。
11式 レイヴン
制式採用型。一号機のような外観を持つ。アジャイル・スラスターの制御方式が変更され、TAROSによるものでは無くなっている。そのためTAROS適正を必要としないが、試作機で見せた変則的な機動は不可能となっている。それでも瞬間的な機動性は他の同世代機を上回る。
11式改（ARX-10d） アズール・レイヴン
相良家が所有する「自家用AS」で、11式をベースにM9の部品も組み合わされた機体で、恵比寿重工やDOMSなど方々の協力を得て北米で制作された。外観は一号機改や五号機と同じで、カラーリングはアーバレストと同じものとなっており、ARXシリーズの形式番号を隠し番号として振られている。完全不可視ECSも実装されており、高出力化されたアジャイル・スラスターにより、ヘリコプター並みの空中機動が可能となっている。加えて、1Gbps以上の通信速度が出せる環境下では、地球上の何処かに秘匿されているAI「アル」とのデータリンクが可能で、アルの支援によりラムダ・ドライバの使用も可能になる。

#### シャドウ
Zy-98 シャドウ は、ソ連のゼーヤ設計局が開発したAS。主に東側の組織で使用されており、アニメ版に少数ではあるが登場している。
M9等と同等の性能を誇るが、電子兵装等ではM9に劣るといわれている。また、Plan1056 コダールのベース機とも言われているが、詳細は不明。
またシャドウ試作機の一機にユイン（影）と呼ばれる機体が存在するが詳細は不明。

##### シャドウ（量産型）
Zy-99 シャドウ
第3世代AS Zy-98シャドウの量産型がZy-99 シャドウである。
Zy-98から生産性と整備性を考慮し、細かな設計の見直しが行われている。性能その物はZy-98とほぼ変わらないが外装のデザインが変更されている。
『フルメタル・パニック! アナザー』1巻に登場したZy-99M シャドウはロシア共和国がインド、中東、アフリカなどに向け多数輸出された輸出モデルである。このM型は政治的な理由でZy-99から性能がダウングレードされている（モンキーモデル）。高出力のOL-3パラジウムリアクターを搭載したZy-99と比べ、Zy-99Mは出力で劣るOL-4パラジウムリアクターを搭載しており、駆動系や制御系も比較的安価なパーツで構成されている。センサや電子系も変更されており、Zy-99Mの頭部デザインはオリジナルのシャドウのデザインと大きく異なっている。
また、旧東側の軍事メーカーはZy-99M用のアップグレードパーツを販売しており、多種多様なタイプが世界中で運用されている。
D.O.M.Sの保有するアグレッサー機として登場する。センサーや装甲のレイアウトに若干の変更があり、特に頭部の形状が大幅に異なる。
本来のZy-99Mは、政治的理由からダウングレードが施されたモンキーモデルではあるが、D.O.M.Sは独自に改造を施し、本来の性能に相当するものを持たせているが、対外的な理由から通常はリミッターをかけることでその事実を秘匿している。

#### セプター
Rk-02 セプター
傑作第2世代機のRk-92 サベージの流れを汲む第3世代機で、従来の第3世代ASのコンセプトとは全く異なる設計思想で製作されている。開発直後にソ連が崩壊したため、全体的な生産数は少ない。
最大の特徴は「カデューカ（マムシの意）兵装システム」と呼ばれる下腕部の武装アタッチメントシステムで、背部に装着した様々な装備を瞬時に付け替えられるシステムである。
第3世代機で重視されるべきステルス性能などはほどほどに留め、代わりに装甲防御力や火力を大幅に底上げしてある。最大作戦時間・タフな環境での長時間の運用能力・整備性は第3世代機中でもトップクラスを誇り、まさにサベージの後継機に相応しい機体になっている。
しかし、それにより製造コストが高騰。これを設計したOKBリャカ社（旧リャカ設計局）の最大の顧客はサベージを運用している第三世界の国々であり、それらの国は安価なサベージで十分と考えていることが多いため、セールスが伸び悩んでいる。

#### ヴォルフ
ヴォルフ
ドイツ製の第3世代機。名前はドイツ語で「狼」を意味する。総合的な性能バランスでM9A1を上回ると評価されている高性能機体で、M9A2『エンハンスド』に伍すると言われている。戦車の設計などから培われた、複合素材を用いた装甲防御力に定評がある。高出力のパラジウムリアクターや高剛性のフレームを採用したことで格闘戦能力や機動性も高く、主な演習相手である米軍の兵士はこの機体に「剣士（ソードマン）」というニックネームを付けるほど。火器管制システムの評価も極めて高く、下半身の独特な関節構造と相まって走行間射撃の安定性は第三世代ASの中でも随一となっている。
だが高性能な反面価格が高く（シャドウMの約4倍）、セールス面でははかばかしい成果を挙げられていない。各国のASを積極的に揃えるD.O.M.S社ですら、この機体の購入には二の足を踏んでいるほど。ほかに整備性にも難があり、性能を維持するには入念なバックアップが欠かせない。そのため、輸出先はほとんどヨーロッパの先進国に限られている。アラブのラシッド王国の王室は王家専用機としてこの機体を8機購入している。またユースフ王子はポケットマネーで購入し私物として使用している。
ヴォルフ・ラシッド王家専用機
ラシッド王国の王家用にカスタマイズされた特殊バージョン。白銀色の装甲やサーベル状の剣、赤いマントや金のエングレーブなどで装飾されている。とはいえ、それらの装備は単なる式典用というわけではなく、実戦でも問題なく使用できるよう取り図られている。とりわけマントは、HEAT弾から身を守るための装備として位置づけられており、かなり有効な防御装備となっている。しかし欠点もあり、防げるのが一度だけで徹甲弾に対しては無意味である。

#### アルカンシェル
アルカンシェル
フランス製の第3世代機。ASを「戦闘車両」の1つとして位置づけるフランス軍の方針もあり、近接戦闘能力はさほど重視されていない。代わりに待ち伏せや一撃離脱戦法といった、ASの「潜在的脅威性」を重視した設計となっている。補助腕を装備し、主腕と独立して武器を操作できる。搭載されているユーロリアクター社製EPR-3パラジウムリアクターは廉価で簡素な設計であり、パラジウムリアクターを独自開発出来ない国家の機体にも採用されるほどコストパフォーマンスが高い。

#### サイファー
サイファー
イギリス製の第三世代型機。〈サイクロン2〉の後継機。

### カエサル・プロジェクトのアーム・スレイブ

#### レガトゥス
レガトゥス（軍団長）
頭部の前後に1つ目の大型カメラアイを持った機体。 登場当初はどのASメーカーの特徴にも合致しない外見など詳細は謎に包まれていたが、ジオトロン社が『カエサル・プロジェクト』において、〈インペリウム・ネットワーク〉による多数のケントゥリアを管制するための有人機として開発したことが明らかとなった。
不可視型ECSを搭載しており、その運動性、対AS戦闘能力はアメリカ陸軍で最高性能のM9A2SOP『シグマ・エリート』をも上回ると目されている。
ミハイロフ機は腰の後ろに装備した多数の細長い単分子カッターを格闘戦の他に投げナイフとしても用いる。達哉のブレイズ・レイヴン改に一度は敗れ中破するものの、レイヴンと同じアジャイル・スラスタを搭載し再戦を挑んだ。

#### ケントゥリア
ケントゥリア（百人隊）
ジオトロン・エレクトロニクス社のユーコン研究所で達哉達が遭遇した、コックピットが存在しない無人AS。
溝呂木によると、13年前に破壊されたM9型の「TAROS」の解析データから復元に成功した物を用い、AIユニットとのヒューマンマシンインターフェースにしている模様。
TAROSの「搭乗者の精神活動パターンをAIユニットに転写する」という特性を応用して「人間のような直感性や柔軟性を持つ無人AS」として開発されたのが本機である。
ジオトロン社が鹵獲したブレイズ・レイヴンのTAROSに蓄積された達哉の戦闘データをコピーしている為、無人機でありながら敵の武器を手で掴み取る、投げ技での反撃を仕掛けるなど高度な戦闘機動を行う。それだけではなく、転送時の「揺らぎ」により「擬死行動（死んだふり）」や「任務遂行のための味方の切り捨て」を行う他と異なる思考を獲得した機体までも誕生した。この「自分のコピーが戦争の道具に使われている」という事実は、達也がD.O.M.S.に留まることを決意するきっかけとなった。

#### トゥリヌス
トゥリヌス
ヨナタン・クルピンスキーが開発した「カエサル・プロジェクト」の最終形であり、シリーズの王に当たるAS。ケントゥリアの中から誕生した、他のAIとは異なる思考形態を獲得した物を元に開発。後は適合者を搭乗させる事のみという段階まで完成していた。クルピンスキーが目を付けた適合者候補はオルカン・アタエフ。8巻の終盤で、クルピンスキーの策略により精神的に追い込まれた彼が搭乗し、適合者を得た〈トゥリヌス〉のAIがTAROSによって真のAIとしてついに覚醒。〈ケントゥリア〉のAIとリンクして、これを統率することで圧倒的な戦力と化し、新生D.O.M.S.やスペツナズを蹂躙した。
ベスティア
ラムダ・ドライバ発動に至ったトゥリヌス用の強化装備として開発された超大型機動兵器。名前の由来は黙示録の獣から。
バリストラの上半身をベースに4本の腕と着陸脚、加速用のロケットエンジンを備えた巨体には大量の兵装に加え合計出力72000kWのパラジウムリアクター、そしてTAROSと同系統の補助演算システムが搭載されており、トゥリヌスのラムダ・ドライバ出力を強化し恒常的な浮遊と高速巡行能力、通常兵器に対する絶対的な防御能力を発揮する。

#### バリストラ
バリストラ
詳細については「Plan1551 バリストラ」を参照。
カエサル・プロジェクトの無人機の一つである超大型AS。元々はPlan1501 ベヘモスの設計図を流用したASで、オリジナルのベヘモスとは異なりラムダ・ドライバを搭載していないが、材料工学の進歩によってラムダ・ドライバの補助がなくても自立させることが可能になっている。ガルナスタン共和国から撤退したクララたち新生D.O.M.Sを追撃する為にクルピンスキーがオルカンに提供し、オルカンの遠隔操作によってクルディスタン共和国に侵入する。

### 第四世代アーム・スレイブ
M11のような安価な無人機が存在する一方で、従来のような高性能な有人機も研究されており、後者を「ドミナント・スレイブ」という新しい兵器カテゴリーに分類している。

#### ミルハウザー
M11 ミルハウザー
アメリカ軍の第四世代AS。英軍の第三世代AS「サイファー」を再設計・小型軽量化した無人機。そのため、車両で牽引することが可能で、V-22に3機搭載することも可能。操縦は無線操縦で、操作員はヘッドセットとコントローラを使って操縦する。搭載AIによる自律行動も可能だが、交戦規定の都合上、攻撃行動には操作員の許可を必要とするためAI判断による戦闘は出来ない。M6に匹敵する能力を持つが、M9を相手にした場合は3対1でやっと敵うとされている。しかし、コストはM9の1/5程度と安価となっており、そのため動力源と駆動系には市販品も共用できる燃料電池を採用し、安価な電動シリンダを多用し、装甲も最低限となっている。

## ミスリルの兵器

### ミスリルのアーム・スレイブ
- レーバテイン
- アーバレスト
- ハルバード
- ファルケ
- ガーンズバック

### トゥアハー・デ・ダナン
いずれの国家にも属さない対テロ傭兵組織ミスリルが有する強襲揚陸潜水艦。艦長はテレサ・テスタロッサ。乗組員からは"デ・ダナン"もしくは"ダナン"と称されることが多い本艦の艦名はケルト神話における女神ダヌーの部族が由来。ミスリル作戦部西太平洋戦隊“トゥアハー・デ・ダナン”の中核をなす本艦は軍事演習のために他国の潜水艦を弄ぶため、被害にあう米海軍にはトイ・ボックス（幽霊潜水艦）と呼称される。元々はソ連で計画倒れ（アーム・スレイブの運用を考慮していたともいわれる）に終わり、北極海に遺棄される予定だったミサイル潜水艦プロジェクト985をミスリルが改修したもの。本艦のベースとなったプロジェクト985はマデューカスに「悪ければ初陣で撃沈。よくても拿捕で終わりでしょう」と酷評され、偽装商船を用いることも検討されていたが、テッサの協力により搭載された各種ブラックテクノロジーでその気になれば世界中のあらゆる都市を、文字通り灰燼に帰す超高性能を持つ。

### ペイヴ・メア
MH-67改 ペイヴ・メアは、双発の中型輸送ヘリ。
ASを中心とする兵器システムの輸送を主任務とする。（作品世界における）90年代前半、シコルスキー、マーティン・マリエッタを中心に開発された機体である。
構造的にはH-53系のヘリをコンパクトにしたようなもので、設計思想そのものはオーソドックスなものとなっている。しかし、ブラックテクノロジーによって急激な発達を遂げた技術を導入しているため、そのサイズにも拘らずMH-53と同クラスの離陸重量、速度、航続距離を持つ。また、信頼性や整備性にも優れる。
通常はAS1機と各種携帯火器を輸送するが、緊急時にはAS2機を同時に輸送することも可能。ただし、ペイロード上の問題から携帯火器類は投棄する必要がある。
固定武装は12.7mm機関銃（M9 ガーンズバックの頭部チェーンガンと同型）1門及びM134ミニガン2門。また、ヘルファイアやスティンガーの発射も可能。

### AV-8B ハリアー
- AV-8B ハリアー II

メリダ島に配備されていた、現実でも存在する垂直離陸機能を持った攻撃機。
規模が小さく設備の不十分な飛行場でも活動できるために少数ながら配備されていたが、滑走路などを破壊されていたために使われないまま廃棄された模様。

## アマルガムの兵器
アマルガムで製造されているAS（Planシリーズ）の機体名は、いずれも中世の悪魔の名前が由来。

### コダール
Plan1056 コダール は、主にアマルガムで使用されている第三世代型AS。本項では同機の発展型であるPlan1058 コダールiおよびPlan1059 コダールmについても扱う。
機体本体の性能は、M9 ガーンズバックやARX-7 アーバレストと比べても遜色ないが、電子戦闘能力ではM9等に劣っている（この欠点は後継機であるエリゴールにおいて解決された）。ソ連製第三世代ASZy-98 シャドウがベース機とも言われているが、詳細は不明。頭部には、ポニーテール状の放熱索が設けられている。
ラムダ・ドライバ搭載機であり、当初はミスリル側からは「ヴェノム」と総称され、最も警戒すべき機体とされていた。このコードネームが出た『揺れるイントゥ・ザ・ブルー』の時点ではまだ戦術が練り上がっていなかったため、交戦自体を禁じられたほどである。
コダールiはコダールの発展機であり、原作ではコダールと外観の変化はないが、TSRではデザインが変更された。TSR版のデザインはエリゴールに流用された。
ラムダ・ドライバ
通常、ラムダ・ドライバの発動には高い集中力が必要とされるため、常人には使用できない。しかし、アマルガムでは薬物を摂取することによって、発動に特殊な才能を必要とせず、比較的容易に用いることが可能となっている。
また作中においてコダールシリーズは、「衝撃波を飛ばし敵をバラバラに吹き飛ばす」、「受けた銃弾を無力化する」、「力を両手に集中させ、青白い球体の塊を作り敵に投げつけ両断する」、「敵を指差し、その先に集めた力を撃ち出し、敵機を内部から直接破壊する（俗称『指鉄砲』）」など、ラムダ・ドライバを使った多種多様な技を繰り出している。また、機体を自爆させた際に搭乗者を（ある程度まで）保護することも可能。
ただし、初代コダールにおいてはラムダ・ドライバが不完全だったため、発動に際し一時的に機体がオーバーヒートする場合がある。作中では、コダールが『戦うボーイ・ミーツ・ガール』で近距離での57mmAS用ライフル弾に対し、オーバーヒートを起こしている。コダールの完成型であるコダールiも、『揺れるイントゥ・ザ・ブルー』でビルの倒壊に対してラムダ・ドライバを発動させオーバーヒートを起こしているが、検査の結果何の異常も見られなかったため、こちらはガウルンによるブラフと見られる。
なお、その効果が及ぶ範囲は本人が意識を寄せている部位に限定されているため、不意打ちを受けるなどすると、通常の機体と同様にダメージを負うこともある（これはベヘモスも同様）。『踊るベリー・メリー・クリスマス』以降、ミスリルがラムダ・ドライバの観測機材である"妖精の目"を実用化したことと併せて、その優位性は崩れてはいないものの、若干薄れている。

### ベヘモス
Plan1501 ベヘモスは、アマルガムが開発した超大型のAS。そのサイズは40mに達し、通常のASの5倍に相当する。
既存のASとは根本的に異なる機体であり、ベースとなった機体（Plan1056 コダールにとってのZy-98 シャドウ、アーバレストにとってのM9等）は存在しない。構造としては第二世代型ASを巨大化させたもの。また、そのコンセプトは対AS用のガンポートであり、圧倒的な火力による制圧を目的としている。通常のAS単体ではまず太刀打ちできず、M9複数機をもってしてようやく撃破、あるいは無力化できるほどの耐久性も持ち合わせている。
ただし、その巨体は数千tという破格の重量を有しており、本来動かすことはおろか自立自体が不可能。それを解決するためにラムダ・ドライバが搭載されており、自重を支え、自壊を防ぐために用いている。ただし、搭乗者は常時ラムダ・ドライバの使用に集中する必要があり『疾るワン・ナイト・スタンド』においては、搭乗者の集中力が切れかけたために機体に軋みが生じていた。なお、他のラムダ・ドライバ搭載機と同様にこれを防壁として用いることも可能。もっとも、本機の場合はそのサイズと重量ゆえに回避行動が取れないため、防壁としてのラムダ・ドライバも必要不可欠の装備である。ただし、自重を支える機能（A-ファンクション）と防壁の機能（B-ファンクション）はあくまでも別系統であるため、通常武装でダメージを与えることは不可能ではない。事実クルツは数度に渡り、一瞬の隙を突く形でこの機体を狙撃してダメージを与えることに成功しており、機雷で脚部に損傷が出ることもあった。
『疾るワン・ナイト・スタンド』中に登場した台詞によれば、1機当たりの製造コストは巡洋艦2隻に相当する。また、作中でセイナが燃料は40時間分であると語っている。
『燃えるワン・マン・フォース』では、かなめが「ベヘモスi」という機体についての評価をしているが、詳細は不明。
コクピットは頭部に位置しており、軽自動車サイズの球状のカプセルに収められている。内部は広めに造られており、居住性が高く、メインモニターは搭乗者の頭の動きに合わせて動く仕組みになっている。

Plan1551 バリストラ
『フルメタル・パニック! アナザー』に登場したジオトロン社によって再建造されたベヘモス。カエサル・プロジェクトの一つとして開発された。オリジナルであるアマルガム製のベヘモスと違いラムダ・ドライバを搭載していないが、『アナザー』の時代では素材工学の向上によって軽量化が実現しており、ラムダ・ドライバの力を用いずとも自重で崩壊することなく自立が可能となっている。溝呂木の推察では空母一隻を建造できる資金があれば建造可能。複合装甲を打ち破るミサイルに対する自衛手段として、アクティブ防御システムを搭載している。オリジナルのベヘモスのコンセプトである対AS用のガンポートの通りに大量の火器を搭載し、格闘用武装として手斧を装備している。オリジナルはラムダ・ドライバの防御を前提として兵装を外部装備していたが、バリストラでは装甲内部に格納する形式となっている。弱点は無人機であるがゆえに後頭部に通信アンテナが設けられており、そこを破壊されると〈インペリウム・ネットワーク〉の統制から外れてしまい行動不能となってしまう点。直衛としてケントゥリアが護衛に控えている。

### ベリアル
Plan1055 ベリアル は、アマルガムにより運用されるAS。実質的にレナード・テスタロッサの専用機となっている。名前の由来は悪魔の「ベリアル」。ラムダ・ドライバ搭載機であり、機体本体の性能は未知数だが、ARX-7 アーバレストとは比べ物にならないほど高く、また、搭乗者のレナードの存在もあり世界で一番強い機体とも称されている。
外見上の特徴として、従来のASとは異なり、本機は翼を有している。作中においてこの翼はラムダ・ドライバを利用した飛行システムとして運用されており、変幻自在の3次元機動が可能となっている。また、固定武装として左腕部に40mm機関砲を内蔵するほか、背部にも何らかの武装が装備されている（作中においてはその存在のみが語られている）。また、アーバレストやレーバテインと同様に双眼式のメインセンサーを装備し、頭部には左右非対称の角がある。
通常、ラムダ・ドライバの発動には高い集中力が必要とされるため常人には使用が困難で、できたとしても数瞬のみだと言われている。しかしウィスパードであるレナードは、オムニ・スフィアにアクセスすることでラムダ・ドライバの力をすべて引き出せるらしく、ラムダ・ドライバを長時間に渡って発動させ、あらゆる物理法則を無視した常識外れの動きをすることが可能である。
アーバレストおよびレーバテイン搭載AIのアルは、この機体を因縁の相手として特別に敵視しており「チート野郎」「ラムダ・ドライバがなければガラクタ」「ワンオフの機体など兵器として失格」などと散々に罵倒しているが、これは同じワンオフ機であるレーバテインにも言えることである。
アイザイアン・ボーン・ボウ
妖精の羽を持つARX-8 レーバテインに対抗すべく追加装備された武装。
全長8メートル以上の機械の長弓であり、ラムダ・ドライバの力場を不可視のエネルギー弾として超高速で射出する。

### アラストル
Plan1211 アラストル は、第三世代型ASを基にして、対人用に作られたAS。名称の由来はゾロアスター教の地獄の刑執行長官アラストル。
基本構造は第三世代型ASと変わりがないが、そのサイズは人間と同じサイズにまで縮小されている。レナード曰く、動力源であるパラジウムリアクターの縮小は苦労したという。基本的にはマスターの命令に従って行動するが、あらかじめプログラムされた行動を取ることも可能。
武器として腕部に12.7mm機銃を内蔵しているほか、行動不能時には自爆装置を作動させてボール・ベアリングを撒き散らすようにプログラムされている。また、人間を上回る身体能力と耐久性を生かした格闘戦もこなすことも可能。
歩兵用の銃器ではその破壊は極めて困難。ただし、人型をとっていることにより、宿命的に関節部は脆い。そのため、関節部にダメージを与えることができれば、拳銃一挺でも行動不能に追い込むことは出来る（作中においてクルツがFNハイパワーを使い実践）。
電子戦闘能力に関しては詳細は明らかになっていないが、AIの性能上、高等な判断は不可能。ただし、データリンク機能を有しており、ある程度の学習能力も持ち合わせている。
なお、基本的に対人用に開発された機体であるため、通常のASの兵器に耐えるだけの強度は無く、対AS用の兵器も装備していない。

### エリゴール
Plan 1065 エリゴール（ERIGOR）は、アマルガムが開発したラムダ・ドライバ搭載型AS。名称の由来は、ソロモン72柱の一柱である悪魔エリゴス。
コダールの発展型である。シルエットはコダールと似ているが、細部に違いがある。コダールのようなポニーテール状の放熱索は無く、代わりにブレード状の放熱板が背中に伸びている。また、上半身にはボリュームがあり、コダールとは異なる力強さ、敏捷さと獰猛さを内に秘めたマッシブなシルエットを呈している。なお、機体デザインはアニメ版のコダールiのものである。
原作では、三機の色違い・装備違いのエリゴールが登場。それぞれの機体にはレナード・テスタロッサの部下が搭乗している。黒色はリー・ファウラー、白色はサビーナ・レフニオ、赤色はヴィルヘルム・カスパーが搭乗しており、ファウラー機は超大型の単分子カッター、サビーナ機は大型のガトリング砲、カスパー機は大口径の狙撃砲を装備している。なお、サビーナ機は電子戦に特化したチューンアップが施されており、ソ連軍のZy-98シャドウのシステムを狂わせて同士討ちを誘発させた他、ECSを応用した分身でマオのM9を翻弄した。

### リヴァイアサン
Plan0601 リヴァイアサンはアマルガムが開発した小型潜水艦。名前は旧約聖書に登場する怪物レヴィアタンに由来する。
ミスリルが保有するトゥアハー・デ・ダナン（以下、TDD-1）に近い外観を持ち、TDD-1と同等以上の高い速力と機動性（超伝導推進が可能）を誇るが、そのサイズは大幅にスケールダウンされている。
その運用コンセプトは潜水艦というよりはむしろ戦術戦闘機のそれに近く、本艦の場合、「僚機」（Wingman）や「散開」（Break）といった空戦における符丁がそのまま使用されている。2名の乗員で運用可能である点も含め、"水中戦闘機"と呼んでも差し支えがない。また、ASの優位性を海に持ち込んだ機体であると言うことも出来る。
兵装はソ連製の超高速魚雷「嵐」（ブーリァ）および通常型魚雷。また、機体の両側面には接近戦闘用のアームを装備しており、対象に取り付いて単分子カッターによって直接ダメージを与えることが可能となっている。

## その他

### F-16 ファイティング・ファルコン
『フルメタル・パニック! アナザー』10巻に、在クルディスタン国連派遣軍として派遣されていた米軍のF-16ステルス戦闘機。ASからの技術フィードバックによって、ECSを搭載してアクティヴステルスを実現している。Plan1551 バリストラの対ECSセンサーに反応されているあたり、ASなどの対ECS兵装をもつ兵器にはステルスではなく、むしろ自分がどこにいるか教えている有様であることがうかがえる。結局はPlan1551 バリストラの対空ミサイルによって、あっさりと迎撃されている。